# Verbandsgemeinde Kirn-Land
Die Verbandsgemeinde Kirn-Land war eine Gebietskörperschaft im Landkreis Bad Kreuznach in Rheinland-Pfalz. Der Verbandsgemeinde gehörten 20 eigenständige Ortsgemeinden an. Der Verwaltungssitz war in der Stadt Kirn.

## Verbandsangehörige Gemeinden
| Ortsgemeinde, Stadt        | Fläche (km²) | Einwohner |
| -------------------------- | ------------ | --------- |
| Bärenbach                  | 5,59         | 507       |
| Becherbach bei Kirn        | 8,41         | 387       |
| Brauweiler                 | 3,15         | 52        |
| Bruschied                  | 2,67         | 288       |
| Hahnenbach                 | 2,79         | 514       |
| Heimweiler                 | 9,07         | 390       |
| Heinzenberg                | 1,96         | 21        |
| Hennweiler                 | 14,11        | 1.220     |
| Hochstetten-Dhaun          | 12,62        | 1.690     |
| Horbach                    | 1,92         | 45        |
| Kellenbach                 | 8,34         | 249       |
| Königsau                   | 2,02         | 63        |
| Limbach                    | 9,18         | 296       |
| Meckenbach                 | 6,96         | 359       |
| Oberhausen bei Kirn        | 4,58         | 853       |
| Otzweiler                  | 3,11         | 191       |
| Schneppenbach              | 3,30         | 224       |
| Schwarzerden               | 6,98         | 240       |
| Simmertal                  | 8,08         | 1.858     |
| Weitersborn                | 3,12         | 221       |
| Verbandsgemeinde Kirn-Land | 117,94       | 9.668     |

Stand der Einwohnerzahlen: 31. Dezember 2019 (Statistisches Landesamt Rheinland-Pfalz)

## Geschichte
Im Gegensatz zu den einzelnen Ortsgemeinden ist die Geschichte der Verbandsgemeinde Kirn-Land noch sehr jung.
Die Verbandsgemeinde in der heutigen Form gibt es seit 1968, als in Rheinland-Pfalz die sogenannte Funktional- und Gebietsreform durchgeführt wurde. Sie hatte das Ziel, gleichwertige Lebensverhältnisse in Stadt und Land durch eine bessere infrastrukturelle Ausstattung des ländlichen Raumes zu schaffen.
Ihren historischen Ursprung hat die Verbandsgemeinde in der französischen Verwaltungsorganisation, die nach der Besetzung des linksrheinischen Raumes durch französische Revolutionstruppen ab 1798 eingeführt wurde.
Aus der verbandsfreien Stadt Kirn und der Verbandsgemeinde Kirn-Land wurde zum 1. Januar 2020 die neue Verbandsgemeinde Kirner Land gebildet. Der Verbandsgemeinderat und der Bürgermeister der neuen Verbandsgemeinde wurden am 20. Oktober 2019 gewählt. Die Wahlzeiten für Verbandsgemeinderat und Bürgermeister der neuen Verbandsgemeinde beginnen am 1. Januar 2020.

## Bevölkerungsentwicklung
Die Entwicklung der Einwohnerzahl bezogen auf das Gebiet der heutige Verbandsgemeinde Kirn-Land; die Werte von 1871 bis 1987 beruhen auf Volkszählungen:
| Jahr | Einwohner |
| 1815 | 5.265     |
| 1835 | 4.309     |
| 1871 | 6.885     |
| 1905 | 7.586     |
| 1939 | 7.593     |
| 1950 | 8.248     |

| Jahr | Einwohner |
| 1961 | 8.982     |
| 1970 | 9.691     |
| 1987 | 10.053    |
| 1997 | 10.658    |
| 2005 | 10.506    |

## Politik

### Verbandsgemeinderat
Aufgrund der zum 1. Januar 2020 anstehenden Fusion der Verbandsgemeinde Kirn-Land mit der verbandsfreien Stadt Kirn wurde nicht bei der allgemeinen  Kommunalwahl am 26. Mai 2019, sondern erst am 20. Oktober 2019, dann aber bereits in Neustruktur gewählt. Die Amtszeit des bisherigen Verbandsgemeinderats wurde per Landesgesetz bis zum 31. Dezember 2019 verlängert. Der somit für das gesamte Kalenderjahr 2019 noch amtierende Verbandsgemeinderat Kirn-Land besteht aus 24 ehrenamtlichen Ratsmitgliedern, die bei der Kommunalwahl am 25. Mai 2014 in einer personalisierten Verhältniswahl gewählt wurden, und dem hauptamtlichen Bürgermeister als Vorsitzendem.
Die Sitzverteilung im Verbandsgemeinderat bis zum 31. Dezember 2019:
| Wahl | SPD | CDU | FDP | FWG | Gesamt   |
| ---- | --- | --- | --- | --- | -------- |
| 2014 | 13  | 4   | 1   | 6   | 24 Sitze |
| 2009 | 13  | 5   | 2   | 8   | 28 Sitze |
| 2004 | 13  | 6   | 1   | 8   | 28 Sitze |

- FWG = Freie Wählergemeinschaft Kirner Land e. V.

### Bürgermeister
Letzter Bürgermeister der Verbandsgemeinde Kirn-Land war Werner Müller (SPD). Er wurde bei der Direktwahl am 11. Oktober 2009 mit einem Stimmenanteil von 51,7 % gewählt. Nach Ende der achtjährigen Wahlperiode im Jahr 2017 führte er die Amtsgeschäfte als Beauftragter weiter. Am 8. September 2019 starb er nach längerer Krankheit.
Die Vorgänger waren:
- 1949 bis 1967: Wilhelm Dröscher, Amtsbürgermeister
- 1967 bis 1987: Adolf Schwenk, ab 1968: Bürgermeister
- 1987 bis 2005: Günter Schwenk, Bürgermeister
- 2005 bis 2009: Harald Beuscher, Bürgermeister

### Wappen

Wappen der Verbandsgemeinde Kirn-Land

Blasonierung:„Innerhalb eines in wechselnden Farben von Rot und Gold bestückten Schildbordes; durch eine dreireihig von Gold und Blau geschachte einebogene halbe Spitze; gespalten, vorn ein golden gekrönter und bewehrter rechtsgerichter silberner Löwe; hinten ein blau bewehrter roter Löwe.“
- Der silberne Löwe zeigt die ehemalige Zugehörigkeit zur Herrschaft Wartenstein, die ein Trierer Lehen an die Freiherren von Warsberg war: Hahnenbach, Heinzenberg, Hennweiler und Oberhausen
- Der rote Löwe zeigt die ehemalige Zugehörigkeit zur Wild- und Rheingrafenschaft: Dhaun, Hochstetten, Hochstädten und Meckenbach
- Das blaue Schach zeigt die ehemalige Zugehörigkeit zur vorderen Grafschaft Sponheim, Anteil Baden: Bärenbach, Becherbach, Heimberg, Krebsweiler, Limbach und Otzweiler
- Die rot–goldene Bordüre zeigt die Zahl der Gemeinden des früheren Amtes Kirn-Land (bis 1968). Rot und Gold sind die Farben der Herren zu Steinkallenfels (von Hunolstein)

Der Grafiker Karlheinz Brust, Kirn-Sulzbach, legte im August des Jahres 1963 einen Entwurf für das Wappen des Amtes Kirn-Land vor. Nach Zustimmung des Staatsarchivs erteilte das Ministerium des Inneren in Mainz am 11. Dezember 1963 die Genehmigung zur Führung eines eigenen Wappens.